# 李端 (运动员)
李端（1978年—），男，吉林省长春市人，中国篮球运动员，现为中国盲人田径运动员。
李端13岁进入沈阳军区体工队，并曾经入选过中国少年男子篮球队和中国青年男子篮球队，在1995-1996赛季，曾代表沈阳军区篮球队参加CBA比赛。
1996年9月11日，因过期灭火器爆炸导致双目失明，1998年，李端入选辽宁省残疾人运动队。2000年至2012年，李端参加了4届残奥会，共夺得4块金牌。
2022年3月4日，李端在2022年冬季残疾人奥林匹克运动会开幕式上点燃主火炬，这是残奥会历史上首次由盲人点燃主火炬。